# Веселец (Разградская область)
Веселец (болг. Веселец) — село в Болгарии. Находится в Разградской области, входит в общину Завет. Население составляет 994 человека.

## Политическая ситуация
В местном кметстве Веселец, в состав которого входит Веселец, должность кмета (старосты) исполняет Гюнер Али Юдаи (независимый) по результатам выборов.
Кмет (мэр) общины Завет — Ахтер Сюлейманов Велиев Движение за права и свободы (ДПС)) по результатам выборов.